# Vermilion Lake
Vermilion Lake är en sjö i Kanada.   Den ligger i kommunen Greater Sudbury och provinsen Ontario, i den sydöstra delen av landet, 500 km väster om huvudstaden Ottawa. Vermilion Lake ligger 253 meter över havet. Arean är 12,6 kvadratkilometer. Den sträcker sig 4,5 kilometer i nord-sydlig riktning, och 8,6 kilometer i öst-västlig riktning.